# François-Barthélemy-Marius Abel
François-Barthélemy-Marius Abel (Marsiglia, 28 febbraio 1832 – Parigi, 11 settembre 1870) è stato un pittore francese.

## Biografia
Studiò a Lione, dove fu allievo di Claude Bonnefond e di Léon Cogniet. Trasferitosi a Parigi, fu autore di dipinti a soggetto storico e religioso, oltre che insegnante in varie scuole e istituti.